# Pacho Rodríguez
Francisco Rodríguez Maldonado (Duitama, Boyacá, Colombia; 5 de junio de 1960), más conocido como Pacho Rodríguez, es un exciclista colombiano, profesional entre los años 1984 y 1991.
Su mayor logro deportivo fue el tercer lugar obtenido en la Vuelta a España 1985, con lo cual se convirtió en el primer ciclista latinoamericano y colombiano en lograr un podio en alguna de las tres Grandes Vueltas. En esa misma edición también ganó dos etapas y quedó tercero en la clasificación de la montaña.
En el circuito nacional se destacó su segundo lugar en la Vuelta a Colombia 1984, así como la victoria en el Clásico RCN 1985.

## Palmarés
1984
- 2 etapas del Dauphiné Libéré

1985
- 3.º en la Vuelta a España, más 2 etapas
- Clásico RCN

1987
- 1 etapa en la Vuelta a España

1989
- Vuelta a Cundinamarca

1990
- Vuelta a Boyacá
- Vuelta a Cundinamarca

## Resultados en grandes vueltas
| Carrera         | 1984 | 1985 | 1986 | 1987 | 1988 | 1989 | 1990 |
| --------------- | ---- | ---- | ---- | ---- | ---- | ---- | ---- |
| Tour de Francia | 45°  | Ab.  | Ab.  | Ab.  | -    | -    | -    |
| Giro de Italia  | -    | -    | -    | -    | -    | -    | -    |
| Vuelta a España | -    | 3°   | Ab.  | 48°  | Ab.  | -    | 15°  |

-: no participa 

## Equipos
Profesional
- - 1984 :  Splendor - Mondial Moquette
  - 1985 :  Zor - Gemeaz
  - 1986 :  Zor - B.H. Sport
  - 1987 :  B.H. Sport
  - 1988 :  Postóbon - Manzana
  - 1989 :  Pony Malta - Avianca
  - 1990 :  Pony Malta - Avianca
  - 1991 :  Pony Malta - Avianca